# Mycalesis kina
Mycalesis kina är en fjärilsart som beskrevs av Otto Staudinger 1892. Mycalesis kina ingår i släktet Mycalesis och familjen praktfjärilar. Inga underarter finns listade i Catalogue of Life.